# Liliana Bernardi
Liliana Bernardi, detta Lilli o Lilly (Slovenia, 27 marzo 1960), è un'ex pallavolista italiana, di ruolo schiacciatrice o centrale.

## Carriera
Bernardi, con Manuela Benelli, è la giocatrice italiana che ha ottenuto il maggiore numero di trofei; tra gli altri, con l'Olimpia Ravenna ha vinto lo Scudetto per undici volte consecutive — un primato ineguagliato nella storia dello sport italiano.
Con la nazionale ha partecipato a tre edizioni del Campionato europeo e a due edizioni del Campionato mondiale, vincendo un bronzo continentale nell'edizione del 1989 disputatasi in Germania Ovest.
È stata la prima giocatrice italiana a essere selezionata per l'All Star Mondiale di pallavolo.
Nel 2024 è entrata nella "Hall of fame" della Federazione Italiana Pallavolo.

## Palmarès

### Club

#### Competizioni nazionali
- Campionato italiano: 11

1980-81, 1981-82, 1982-83, 1983-84, 1984-85, 1985-86, 1986-87, 1987-88, 1988-89, 1989-90, 1990-91
- Coppa Italia: 6

1979-80, 1980-81, 1983-84, 1984-85, 1986-87, 1990-91

#### Competizioni internazionali
- Coppa dei Campioni: 2

1987-88, 1991-92
- Campionato mondiale per club: 1

1992